# Theodor Pingen
Johann Karl Theodor Pingen (* 11. Oktober 1841 in Widdersdorf; † 11. November 1927 in Bonn) war Gutsbesitzer und Mitglied des Deutschen Reichstags.

## Leben
Pingen besuchte die Volksschule in Widdersdorf und das katholische Gymnasium in Köln bis 1857. Er erlernte auf dem elterlichen Gute Landwirtschaft, war Soldat von 1861 bis 1862 und nahm 1866 am Krieg gegen Österreich teil. Seit 1875 bewirtschaftete er sein eigenes Gut Dikopshof. Außerdem war er Direktor der Zuckerfabrik Brühl.
Ferner war er Mitglied des Kreistags und Kreisausschusses seit 1888 sowie Abgeordneter des Provinziallandtages von 1890 bis 1903. 
Von 1894 bis 1903 und erneut von 1907 bis 1908 war er Mitglied des Preußischen Abgeordnetenhauses und von 1893 bis 1907 des Deutschen Reichstags für den Wahlkreis Regierungsbezirk Köln 2 Köln-Land und die Deutsche Zentrumspartei.